# Santa Magdalena dels Arquells
Santa Magdalena dels Arquells  és una església del municipi d'Oliola, a la Noguera, inclosa en l'Inventari del Patrimoni Arquitectònic de Catalunya.
És al costat de la masia dels Arquells, a Coscó, entitat de població d'Oliola, situada a prop de l'extrem meridional del terme municipal.

## Història
Fins a l'actualitat, l'única notícia que es coneix d'aquesta església en època medieval data del 19 de març de 1141, quan el bisbe Pere Berenguer d'Urgell, poc abans de la seva mort, va fer un important llegat d'esglésies i castell a l'església de Santa Maria de la Seu d'Urgell i la seva canònica, entre els quals hi havia la capella de Santa Maria de Coscó i l'església «de Archels», amb totes les pertinences.
És de propietat particular. S'ha restaurat part de la volta que havia caigut, s'ha consolidat tot l'edifici, s'han pavimentat i s'han cobert amb pedra els dos absis i amb teula la resta de la nau. L'interior de la capçalera és ornat amb pintures barroques fetes el 1745, en part malmeses pel llarg temps d'abandonament.

## Arquitectura
Edifici d'una sola nau, cobert amb volta de canó de perfil semicircular, molt deformada per problemes estructurals aturats per les obres de consolidació. La volta és reforçada per quatre arcs torals de perfil apuntat, que responen a una primera reforma per consolidar l'edifici que ja al segle xiv o XV devia presentar seriosos problemes. El segon arc toral, des de llevant, és situat per sota d'un arc toral originàriament semicircular, que correspon a l'obra primitiva. Abans d'aquesta reforma, la nau fou ampliada cap a ponent, amb un tram cobert amb volta de canó semicircular que arrenca d'unes impostes de perfil bisellat.

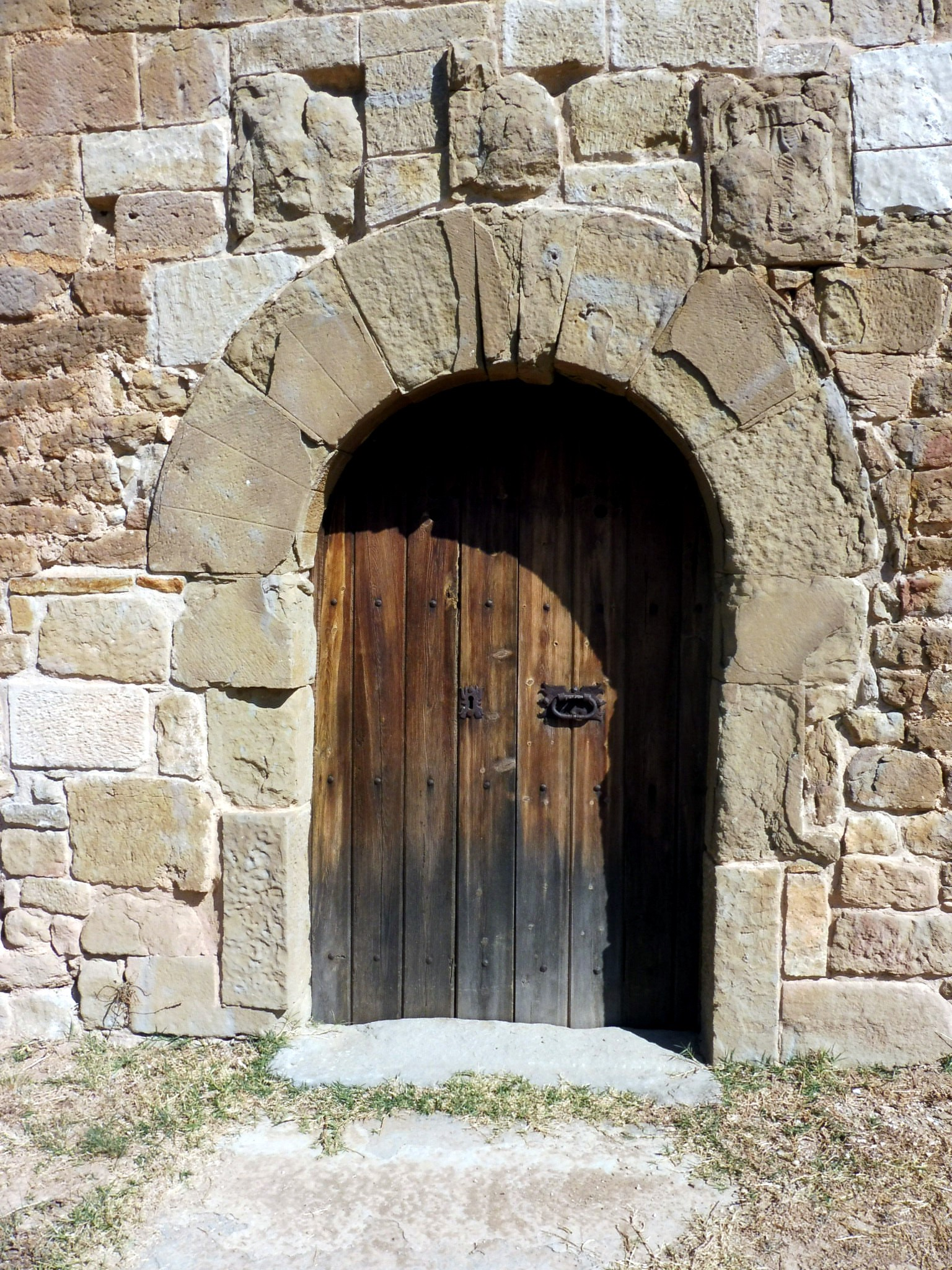
Portal

La capçalera confereix gran singularitat a l'edifici. Formada per un absis semicircular precedit d'un arc presbiteral que té adossat a l'eix un segon absis amb una planta semicircular de ferradura que s'hi obre directament amb una aresta ben marcada. Actualment aquest segon absis és amagat per un retaule del 1745. El doble absis és totalment singular en l'arquitectura catalana del seu temps. Es troba un paral·lelisme llunyà amb l'absis central de la catedral de la Seu d'Urgell. La porta, amb arc de mig punt s'obre a la façana sud juntament amb dues finestres de doble esqueixada. A l'absis principal hi ha una finestra el costat sud, de factura tardana, i al centre de l'absidiola, hi ha una finestra d'una esqueixada invertida. L'aparell de la part original de la nau i la capçalera és de carreu sense escairar, desbastat i disposat en filades uniformes. Aquest aparell contrasta amb el de la part de ponent, fet de carreus ben tallats i polits que també s'estenen per la part alta dels murs.
El procés constructiu ha partit d'un edifici inicial, que correspon a la part de llevant de l'església amb la seva capçalera, datable entre final del segle xi i inici del segle xii. Aquest edifici fou sobrealçat i allargat cap a ponent durant el segle xii i reformat els segles XIV i XV quan es construïren els arcs torals de reforç de la volta. Posteriorment patí noves reformes per motius estructurals que s'observen en el mur oest i l'angle sud-oest on es construí un contrafort, abans de la redecoració del segle xviii.